# Shift 2 Unleashed
Shift 2 Unleashed (även känd som Need for Speed: Shift 2 Unleashed) är ett racingspel och är det sjuttonde spelet i spelserien Need for Speed. Spelet utvecklades av Slightly Mad Studios och utgivet av Electronic Arts under mars och april år 2011. Shift 2: Unleashed är en direkt uppföljande till det tidigare spelet Need for Speed: Shift.

## Gameplay
Shift 2: Unleashed är en Simulator, till skillnad mot de flesta äldre spel i serien Need for Speed som är mer arkadliknande. Spelet liknar till stor del föregångaren och har även nya funktioner som exempelvis nytt karriärläge och att racing kan ske nattetid.